# Ravna gora
Ravna gora (bulgariska: Равна гора) är ett distrikt i Bulgarien.   Det ligger i kommunen Obsjtina Sozopol och regionen Burgas, i den östra delen av landet, 300 km öster om huvudstaden Sofia.
I omgivningarna runt Ravna gora växer i huvudsak lövfällande lövskog. Runt Ravna gora är det ganska glesbefolkat, med 26 invånare per kvadratkilometer.